# Walter Hirche

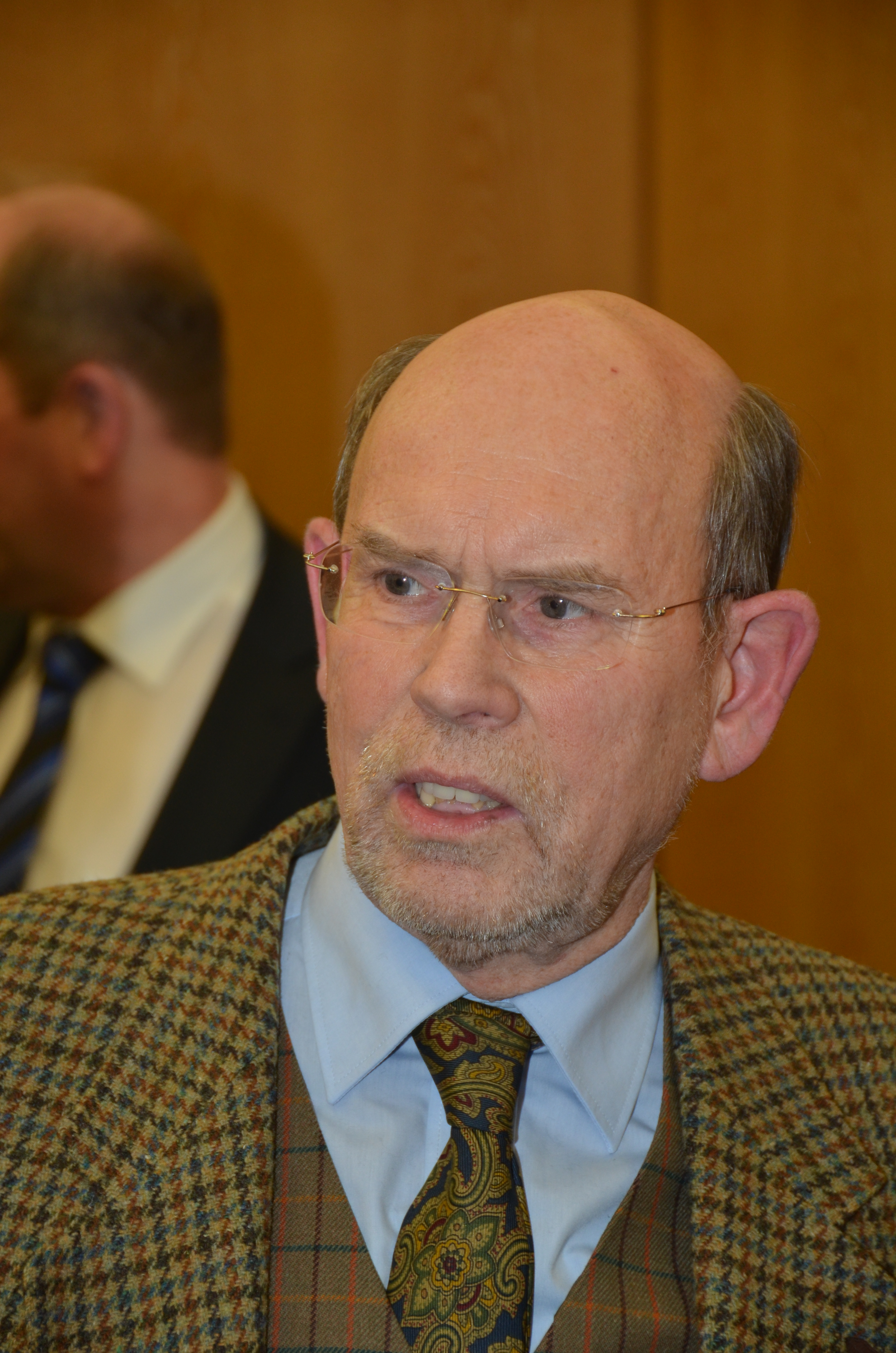
Walter Hirche (2013)

Karl Walter Hirche (* 13. Februar 1941 in Leipzig) ist ein deutscher Politiker (FDP). Er war Wirtschaftsminister in Niedersachsen und Brandenburg, Parlamentarischer Staatssekretär im Bundesumweltministerium sowie lange Jahre Vorsitzender der niedersächsischen Freien Demokraten.
Von 2002 bis 2014 war Hirche Präsident der Deutschen UNESCO-Kommission.

## Leben und Beruf
Nach dem Abitur absolvierte Hirche ein Lehramtsstudium der Fächer Geschichte, Französisch und der Politologie in Heidelberg und Grenoble, welches er 1973 als Lehramtsassessor beendete. Während des Studiums war Hirche unter anderem Mitglied der Landsmannschaft Afrania Leipzig, AStA-Vorsitzender in Heidelberg und 1966/67 Vorsitzender des Verbands Deutscher Studentenschaften (VDS), sowie von 1968 bis 1970 Senatsbeauftragter der Ruprecht-Karls-Universität Heidelberg.
Von 1969 bis 1972 leitete er das Landesbüro der Friedrich-Naumann-Stiftung in Niedersachsen und war anschließend von 1970 bis 1975 Landesgeschäftsführer der FDP Niedersachsen. Von 1978 bis 1982 war er als Wirtschaftsarchivar bei der Preussag AG tätig.
Seit 2009 ist Hirche Kuratoriumsvorsitzender der Rudolf-von-Bennigsen-Stiftung in Hannover.
Walter Hirche war verheiratet; seine Frau Monika starb 2018. Er hat zwei Söhne.

## Partei
Seit 1970 ist Hirche Mitglied der FDP. Er war von 1994 bis 2006 Landesvorsitzender der niedersächsischen FDP. Hirche gehörte von 1984 bis 1995 sowie von 1997 bis 1999 dem Präsidium der Bundes-FDP an. Seit März 2009 ist er Ehrenvorsitzender der niedersächsischen FDP.

## Abgeordneter
Walter Hirche gehörte von 1974 bis 1978, von 1982 bis 1990 sowie erneut von 2003 bis 2008 dem Niedersächsischen Landtag an. 1978 sowie von 1982 bis 1986 war er FDP-Fraktionsvorsitzender.
Zwischen 1994 und 2002 war Hirche Mitglied des Deutschen Bundestages und hier von 1998 bis 2002 stellvertretender Vorsitzender der FDP-Bundestagsfraktion. Hirche zog stets über die Landesliste Niedersachsen in den Bundestag ein.

## Öffentliche Ämter
Nach der Landtagswahl 1986 wurde Hirche als Minister für Wirtschaft, Technologie und Verkehr in die von Ministerpräsident Ernst Albrecht (CDU) geführte Landesregierung von Niedersachsen berufen, sein Staatssekretär wurde Frank Wien. Nachdem die CDU-FDP-Koalition bei der Landtagswahl 1990 ihre Mehrheit verloren hatte, schied Hirche aus dem Kabinett aus und wurde noch im selben Jahr in der von Manfred Stolpe (SPD) geleiteten Landesregierung von Brandenburg zum Minister für Wirtschaft, Mittelstand und Technologie ernannt. Schon vor der Landtagswahl 1994 erklärte er, nicht mehr als Minister zur Verfügung zu stehen und kandidierte auf der niedersächsischen Landesliste für den Bundestag.
Am 17. November 1994 wurde er als Parlamentarischer Staatssekretär bei der Bundesministerin für Umwelt, Naturschutz und Reaktorsicherheit in die von Bundeskanzler Helmut Kohl geführte Bundesregierung berufen und schied nach der verlorenen Bundestagswahl 1998 am 26. Oktober 1998 aus dem Amt.
Nachdem bei der Landtagswahl 2003 CDU und FDP die SPD-Alleinregierung unter Sigmar Gabriel ablösen konnten, wurde Hirche am 4. März 2003 in das von Christian Wulff geleitete Kabinett als Minister für Wirtschaft, Arbeit und Verkehr und Stellvertreter des Ministerpräsidenten berufen. Am 18. Februar 2009 trat er, wie angekündigt, von seinem Amt zurück; sein Nachfolger als Minister wurde Philipp Rösler.
2009 wurde Hirche Mitglied des „Lenkungsrats Unternehmensfinanzierung“ im Wirtschaftsfonds Deutschland. Seit März 2011 ist er Mitglied der Ethikkommission für sichere Energieversorgung.

## Begleitetes Fahren
Eine besondere Rolle spielte Walter Hirche als Niedersächsischer Verkehrsminister bei der Einführung des Begleiteten Fahrens, umgangssprachlich auch „Führerschein ab 17“ genannt. Es war insbesondere seine Initiative, die er gegen starken Widerstand seitens ADAC und Verkehrswacht, aber auch gegen großem Misstrauen der übrigen Bundesländer vorantrieb. 2004 startete in Niedersachsen ein wissenschaftlich begleiteter Modellversuch. Die wissenschaftlichen Ergebnisse lagen ab 2007 vor und bescheinigten dem Modell einen deutlichen Erfolg beim Senken von Unfallzahlen. Bereits ab 2005 zog der Bundestag nach und seit 2008 haben alle Bundesländer diese Regelung mit übernommen.

## Wulff-Fard-Kontroverse
Unter Leitung von Hirche sind dem Finanz- und Bauunternehmer Ali Memari Fard, mit dem Hirche und Christian Wulff befreundet sind, 18 Millionen Euro an Staatssubventionen zugeflossen. Dabei soll Hirche Wettbewerbsregeln und Ausschreibungsbedingungen außer Kraft gesetzt haben. Das ARD-Politmagazin Monitor spricht in diesem Zusammenhang von einem „Beigeschmack“.

## Sonstige Mandate
Bis Februar 2009 war Hirche Vorsitzender im Aufsichtsrat der Deutsche Messe AG, zwei Monate später schied er zudem aus dem Aufsichtsrat der Volkswagen AG aus. Weiterhin war Hirche von 2010 bis 2016 Mitglied im Rat für Nachhaltige Entwicklung sowie langjähriges Mitglied der Ludwig-Erhard-Stiftung. Auch war er Präsident der Deutschen UNESCO-Kommission und ist bis heute Vorsitzender des UNESCO-Fachausschusses Bildung.

## Ehrungen und Auszeichnungen
- 2009: Niedersächsische Landesmedaille
- 2010: Ehrenring der Stadt Cuxhaven
- 2016: Verdienstkreuz 1. Klasse des Verdienstordens der Bundesrepublik Deutschland